# Ненад Мінакович
Ненад Мінакович (3 жовтня 1989, Новий Сад) — сербський футбольний арбітр. Арбітр ФІФА та УЄФА з 2021 року. Судить матчі в Суперлізі з 2017 року.

## Суддівська кар'єра
21 жовтня 2017 року Мінакович відсудив свій перший матч у чемпіонаті Сербії. У матчі між командами «Мачвою» (Шабац) і «Борац» (Чачак) 1–0 арбітр шість разів показав жовту картку.
У єврокубках дебютував 21 липня 2022 року під час матчу між командами «Погонь» (Щецин) і «Брондбю» у другому кваліфікаційному раунді Ліги конференцій Європи УЄФА. Матч закінчився з рахунком 1–1, і арбітр тричі показав жовту картку.
Свій перший міжнародний матч на рівні збірних серб відсудив 9 вересня 2023 року, коли збірна команда Азербайджану програла команді Бельгії з рахунком 0–1, гол забив Яннік Карраско. У цьому матчі Мінакович показав три жовті картки — азербайджанцю Рамілю Шейдаєву та бельгійцям Жеремі Доку та Міші Батшуаї.